# 두근두근 마녀신판 2
《두근두근 마녀신판2》(일본어: どきどき魔女神判2, 두근두근 마녀신판 듀오)는 SNK 플레이모어에서 2008년 7월 31일에 발매한 닌텐도 DS용 게임 소프트웨어이다. 장르는 어드벤처 게임. 캐릭터 디자인은 후지노미야 미모리가 담당하였다. 타이틀의「2」는「DUO(듀오)」로 읽는다. 전작인 두근두근 마녀신판!과 동일하게, 주인공은 니시무라 아쿠지.

## 개요
닌텐도DS에선 보기드문 성적 지향의 게임 방식으로 큰 반향을 일으켰던 전작의 인기에 힘입어 나오게 된 후속작. 전작보다도 수위는 보다 올라가서 CERO등급이 전작의 C(15세 이상)에서 D(17세 이상)로 상향 조정되었다.

## 등장인물

### 주요 인물
니시무라 아쿠지(일본어: 西村 アクジ)
성우 - 오자키 미쿠
본 작품의 주인공. 15세.「좀 나쁜」을 지향하는 소년. 천사계의 편의때문에, 전교당하여 학력상의 문제(?)로 중학교 2학년으로 전입하였다.
새로운 가이드역인 악마 쿠로와 함께 마녀 탐색을 하게 되었다.
악마 쿠로(일본어: 悪魔 クロ)
성우 - 이치무라 오마
니시무라 아쿠지의 새로운 가이드역인 천사. 400년 정도 전에 천사계에 붙잡혀, 무리하게 개종당한채 현재에 이르렀다.
성우를 담당한 이치무라 오마는 전작에선 미도 아야메를 담당하고 있었다.
세이카 코론(일본어: 聖花 ころん)
성우 - 코야마 키미코

### 용의자
하오리 쿠레하(일본어: 羽織 くれは)
성우 - 사쿠라이 하루미
히로 소피(일본어:  比路 ソフィ)
성우 - 미야자키 우이
모리자토 카토메(일본어: 友里 かもめ)
성우 - 이토 하스미
후타바 나미(일본어: 双葉 なみ)
성우 - 味里
후타바 나기(일본어: 双葉 なぎ)
성우 - 味里
나기사 렛카(일본어: 渚 烈火)
성우 - 코바야시 유우
리즈미 네온(일본어: 理澄 ねおん)
성우 - 노가와 사쿠라
사쿠라 히메키(일본어: 桜 ひめき)
성우 - 코바야시 유이

## 같이 보기
- 두근두근 마녀신판!